# Remziye Hisar
Remziye Hisar (* 1902 in Üsküp, heute Skopje; † 13. Juni 1992 in Istanbul) war eine türkische Chemikerin. Sie war die erste türkische Akademikerin mit einem Abschluss der Sorbonne und eine der ersten Naturwissenschaftlerinnen der Türkei. Ihr Spezialgebiet waren Metaphosphate.

## Leben
Remziye Hisar wurde als Tochter des Beamten Salih Hulusi und dessen Ehefrau Ayşe Refia im heutigen Skopje geboren, das damals als Üsküp zum Osmanischen Reich gehörte. Ein Jahr nach dem Beginn der Zweiten osmanischen Verfassungsperiode kam die Familie 1909 nach Istanbul zurück.

### Ausbildung
Die Großmutter nahm die Familie auf. In den folgenden Jahren zog die Familie aufgrund des Berufes des Vaters innerhalb von Istanbul mehrfach um. Remziye besuchte die Volksschule und absolvierte anschließend eine Ausbildung für Lehrerinnen an der Dârülmuallimât. Dann besuchte sie fünf Jahre ein Internat im Istanbuler Stadtteil Fatih und erlangte dort die Hochschulreife. Im Anschluss studierte sie an der Darülfünun (heute Istanbul Üniversitesi), wo ihr Interesse insbesondere der Chemie galt. Am 15. Juli 1919 schloss sie das Studium erfolgreich ab.
Schon kurz nach dem Studienabschluss ging sie nach Baku an ein Institut zur Lehrerausbildung und unterrichtete dort. Bei einem Abendessen, das ein wohlhabender Aserbaidschaner ausgerichtet hatte, traf Remziye den türkischen Arzt Reşit Süreyya Gürsey. Die beiden verlobten sich am 18. März 1920 und heirateten am 20. April. Nur kurze Zeit später verließ das Paar das Land allerdings, da Aserbaidschan von russischen Truppen eingenommen wurde, und kehrte in die Heimat zurück.
Am 7. April 1921 kam der gemeinsame Sohn Feza zur Welt, der später ein bekannter Mathematiker und Physiker werden sollte. Im gleichen Jahr erhielt Remziye einen Anruf von einem früheren Lehrer, der inzwischen eine hochrangige Position im Bildungsministerium bekleidete. Er bat die Chemikerin, als Lehrerin für Mathematik nach Adana zu gehen. Remziye fuhr mit dem Schiff nach Mersin und von dort nach Adana. Den anderthalbjährigen Sohn ließ sie bei ihrer Mutter und der älteren Schwester in Istanbul.
Nach einem Jahr folgte Remziye ihrem Mann nach Paris, um dort ein Hochschulstudium zu beginnen. 1924 wurde die Tochter Deha (Gürsey Owens) in Paris geboren. In Paris studierte Remziye Chemie an der Sorbonne und war dort Studentin von Marie Curie. Sie erhielt in dieser Zeit ein Stipendium der türkischen Regierung und so konnte auch ihr Sohn mit ihrer Schwester nach Paris kommen. Remziye machte einen Abschluss in Biochemie. Den Wunsch nach einer Promotion konnte sie sich nicht erfüllen, da ihr Stipendium auslief.

### Karriere
Zurück in Istanbul arbeitete sie in der Verwaltung der Mädchenschule Erenköy. Doch Remziye war nicht begeistert, denn sie wollte Chemie unterrichten oder weiter lernen und forschen. Ein Antrag auf ein Stipendium für ein Doktorandenstudium wurde ihr jedoch verwehrt. Als sie sich auf eine freie Stelle als Chemielehrerin an der Bergingenieursschule in Zonguldak bewarb, bot ihr das Bildungsministerium dann doch ein Stipendium für eine Promotion in Paris an. Ihr Sohn Feza sollte kostenlos das Internat des Galatasaray-Gymnasiums besuchen dürfen.
1930 ließen sich Remziye und Reşit Süreyya Gürsey scheiden. Mit Deha und ihrer jüngeren Schwester Mihri reiste Remziye nach Paris, wo die Schwester auf die Tochter aufpassen sollte. Sie forschte zu Metaphosphaten unter Paul Pascal und promovierte drei Jahre später. 1933 kehrte sie in die Türkei zurück. Sie wurde wissenschaftliche Mitarbeiterin für Chemie und Physikalische Chemie an der Istanbul Üniversitesi. Im Jahr 1936 zog sie nach Ankara, wo sie als Spezialistin für Biochemie am pharmakodynamischen Fachbereich des Staatlichen Gesundheitsamtes arbeitete.
1947 ging Remziye, die nach dem Familiennamensgesetz den Nachnamen Hisar annahm, an die İstanbul Teknik Üniversitesi und wurde wissenschaftliche Mitarbeiterin in der Chemie an der Fakultät für Maschinenbau und Chemie. 1959 berief man sie zur ordentlichen Professorin. 1973 ging sie in den Ruhestand. Viele ihrer Artikel erschienen im Bulletin de la Société Chimique de France.
Nach ihrer Verrentung lebte Remziye Hisar in ihrem Haus in Anadolu Hisarı. Sie starb nur kurz nach dem Tod ihres Sohnes im Juni 1992.

## Ehrungen
Im Jahr 1991 ehrte sie die Türkische Anstalt für Wissenschaftliche und Technologische Forschung (TÜBITAK).